# Rüdiger Schleicher
Pour les articles homonymes, voir Schleicher.
Rüdiger Schleicher (né le 14 janvier 1895 à Stuttgart, mort le 23 avril 1945, à proximité de la Prison de Moabit à Berlin) est un juriste allemand, pionnier du droit aérien et résistant contre le nazisme.

## Biographie
Schleicher est issu d'une ancienne famille du Wurtemberg. Son grand-père Frédéric de Rüdinger était président de l'Oberregierung royal. Rüdiger Schleicher est marié à Ursula Bonhoeffer (1902-1983), fille de Karl Bonhoeffer, et sœur de Dietrich et Klaus Bonhoeffer.
Schleicher étudie le droit et soutient en 1923 à Tübingen sa thèse sur le droit aérien international. Fonctionnaire du Wurtemberg, membre de la commission d'arbitrage germano-américaine du Ministère des affaires étrangères, puis fonctionnaire en 1927 au Ministère des transports, il intègre en 1933 le Ministère de l'aviation qui vient d'être créé. Il y dirige la division juridique en tant que conseiller ministériel. Le 14 août 1939, deux semaines avant le début de la guerre, Schleicher perd son poste de direction. Le gouvernement lui reproche d'avoir fait la promotion, dans des publications comme lors de conférences, des règles du droit international, du Pacte Briand-Kellogg et des Conventions de la Haye. Schleicher reprend alors la direction, en tant que professeur honoraire, de l'institut de droit aérien de l'Université de Berlin et la publication de la Revue Archiv für Luftrecht. L'institut sert bientôt de lieu de rencontre discret pour les résistants.
Il est prévu que Schleicher, si l'attentat du 20 juillet 1944 réussit, réorganise toute l'aéronautique allemande. Après l'échec de l'attentat, Schleicher interrogé déclare rejeter le régime nazi : selon lui, le départ d'Hitler est une condition nécessaire pour négocier avec les pays belligérants

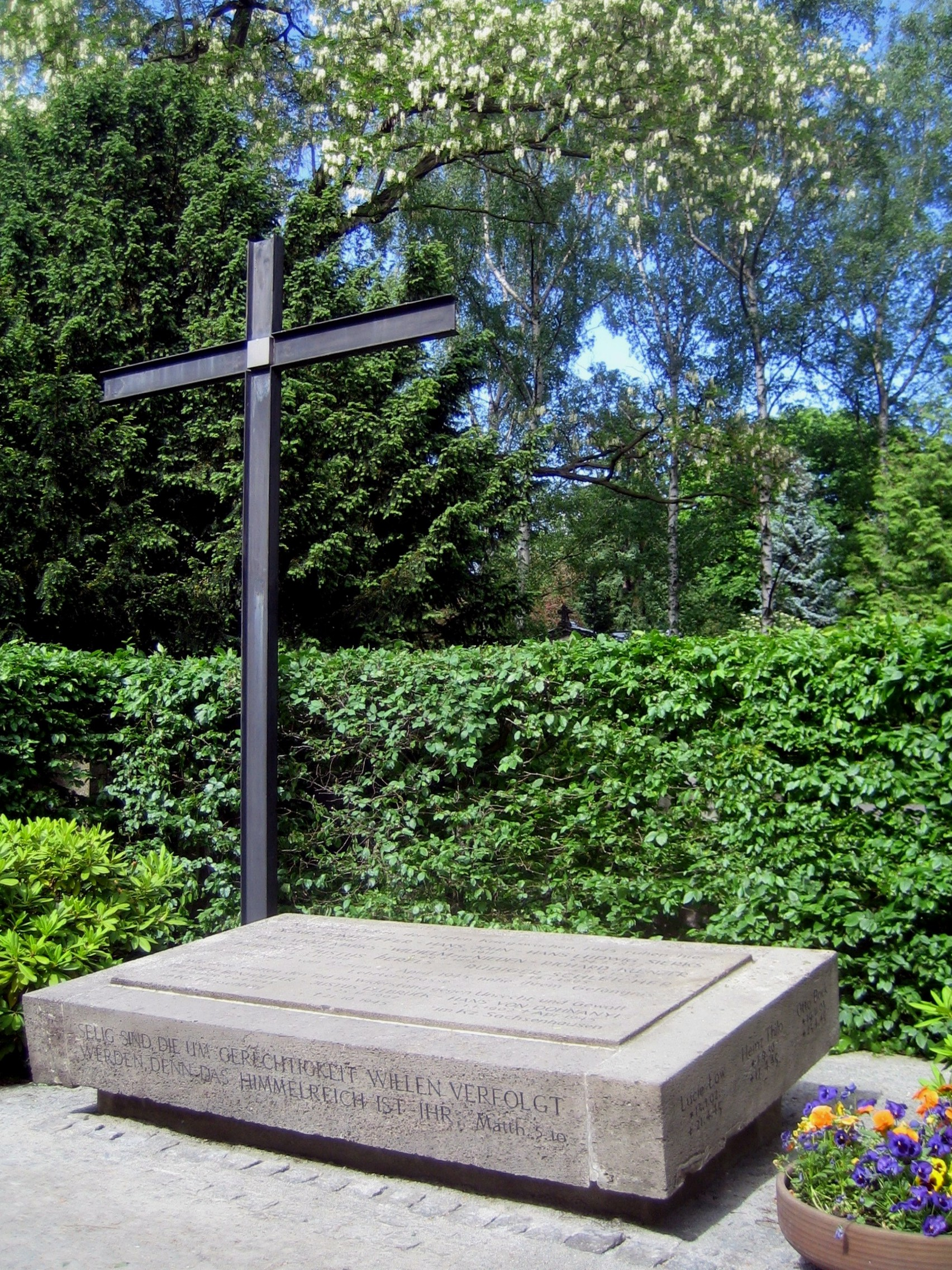
La tombe de Rüdiger Schleicher au cimetière de Dorotheenstadt.

Le 2 février 1945, Schleicher est condamné à mort par le Volksgerichtshof, sous la présidence de Roland Freisler. Freisler meurt le lendemain, lors d'un bombardement aérien américain, touché par un éclat alors qu'il tentait d'atteindre la cave du tribunal. Le médecin appelé en urgence, et qui ne peut que constater le décès de Freisler, se trouve être, ironiquement, le frère de Schleicher.
Schleicher est abattu dans la nuit du 22 au 23 avril 1945, ainsi que douze compagnons de détention, dont son beau-frère, Klaus Bonhoeffer, son assistant Hans John, et Friedrich Justus Perels.
Son œuvre juridique est reprise et poursuivie après sa mort (Schleicher/Reymann/Abraham: Das Recht der Luftfahrt, 3ème édition 1960/1966).